# Ivan Nagy
Ivan Nagy (Debrecen, 28 aprile 1943 – Budapest, 22 febbraio 2014) è stato un ballerino e direttore artistico ungherese.

## Biografia
Ivan Nagy nacque nell'Ungheria sovietica nel 1943 e si formò a Budapest. Nel 1965, quando danzava come solista con il Balletto Statale Ungherese, vinse la medaglia d'argento al Concorso internazionale di balletto di Varna; in questa occasione fu notato da Frederic Franklin, che lo invitò a danzare per lui come ospite con il National Ballet di Washington. Nel 1966 fece il suo debutto a Washington e defezionò l'Ungheria, rimanendo negli Stati Uniti. 
Dopo due anni con il National Ballet, nel 1968 danzò per una stagione con il New York City Ballet e, nel luglio dello stesso anno, si unì all'American Ballet Theatre in qualità di primo ballerino. All'interno della compagnia danzò un vasto repertorio che annoverava i grandi ruoli maschili del XIX secolo, ma anche coreografie di autori contemporanei come Antony Tudor, Eliot Feld, Alvin Ailey e Michael Smuin; molto apprezzato per le sue doti da partner, Nagy danzò con alcune delle maggiori ballerine dell'epoca, tra cui Gelsey Kirkland, Cynthia Gregory, Margot Fonteyn e Carla Fracci. Particolarmente apprezzato fu il sodalizio con Natalija Romanovna Makarova: fu il suo Albrecht quando la danzatrice sovietica fece il suo esordio con la compagnia nel 1970 in Giselle e, anche dopo il ritiro dalle scene, avrebbe danzato nuovamente con lei alla Metropolitan Opera House nel 1980 per celebrare il quarantesimo anniversario dell'American Ballet Theatre. Nagy infatti aveva dato il suo addio alle scene nel 1978 all'età di 35 anni.
Nel 1982 divenne direttore artistico del Ballet de Santiago in Cile, una carica che mantenne fino al 1986. Successivamente fu direttore del New Orleans Ballet dal 1986 al 1989 e poi dell'English National Ballet dal 1990 al 1993; il breve periodo londinese fu segnato dalla difficile collaborazione con il comitato direttivo, preoccupato per la difficile situazione finanziaria lasciata da Peter Schaufuss. Nagy riuscì comunque a coltivare il talento di una nuova generazione di ballerini che includeva Carlos Acosta, José Manuel Carreño, Thomas Edur e Agnes Oaks, oltre a invitare acclamate prime ballerine internazionali come Marcia Haydée e Ljudmila Semenjaka a danzare al London Coliseum. Dopo aver rifiutato di rinnovare il proprio contratto con la compagnia, nel 1993 ritornò a dirigere il Ballet de Santiago fino al 2000.
Sposato con la ballerina australiana Marilyn Burr, morì a Budapest nel 2014 all'età di settant'anni.